# Joseph O'Connor

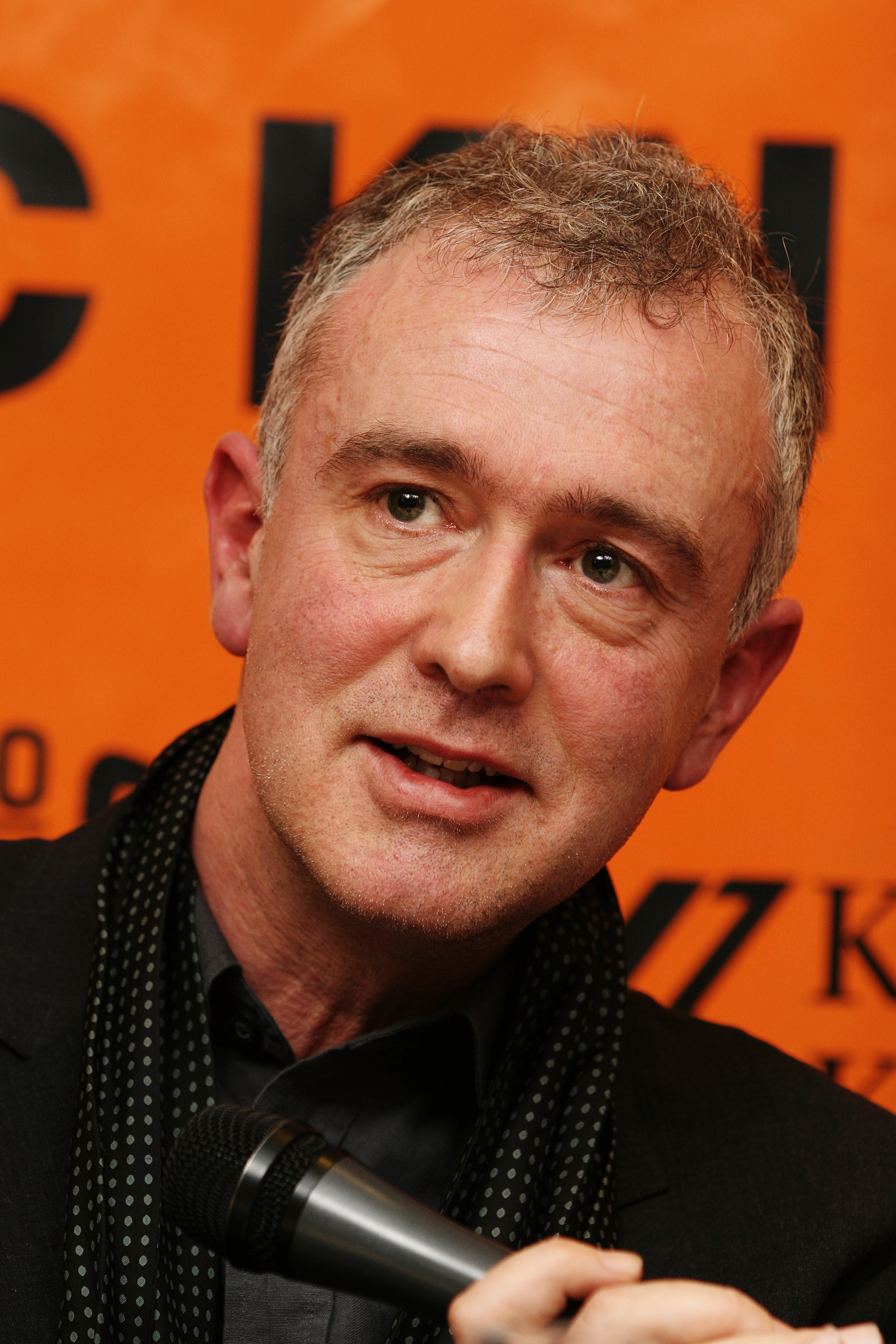
Joseph O'Connor (2008)

Joseph Victor O'Connor (Dublin, 20 september 1963) is een Iers schrijver. Hij is de broer van zangeres Sinéad O'Connor. 
Voordat hij in 1991 debuteerde met zijn roman Cowboys and Indians was hij werkzaam als journalist voor onder andere The Sunday Tribune en het tijdschrift Esquire. Na zijn debuut schreef O'Connor romans, essays, toneelstukken en filmscripts. Bekende romans van zijn hand zijn Stella Maris (Star of the Sea, 2002), Inishowen (2000) en De verkoper (The Salesman, 1998). Zijn historische roman Redemption Falls verscheen in 2007. Voor Star of the sea ontving hij de Prix Littéraire Européan Madeleine Zepter. De boeken van O'Connor zijn in circa 30 talen vertaald.

## Selecte bibliografie
- Cowboys and Indians (1991)
- True Believers (korte verhalen)
- Even the Olives are Bleeding: The Life and Times of Charles Donnelly (1993)
- Desperadoes (1993)
- The Secret World of the Irish Male (1994)
- The Irish Male at Home and Abroad (1996)
- Sweet Liberty: Travels in Irish America (1996)
- The Salesman (1998); De verkoper ISBN 978-90-414-1873-9
- Inishowen (2000)
- Star of the Sea (2002); Stella Maris ISBN 978-90-414-1874-6
- Redemption Falls (2007)
- Ghost light (2010); Volgspot ISBN 978-90-414-1872-2
- Where have you been? (2012); Alles goed? (verhalenbundel) ISBN 978-90-414-2237-8

- Bibsys: 8862
- Biblioteca Nacional de España: XX1712401
- Bibliothèque nationale de France: cb13176021m (data)
- Catàleg d'autoritats de noms i títols de Catalunya: 981058594900406706
- CiNii: DA09670498
- Gemeinsame Normdatei: 120127490
- International Standard Name Identifier: 0000 0001 0893 4180
- Library of Congress Control Number: nr92020026
- Nationale Bibliotheek van Letland: 000070262
- MusicBrainz: 2143070d-0f3d-4510-866e-80b6f209582d
- Bibliotheek van het Japanse parlement: 00552512
- Nationale Bibliotheek van Tsjechië: jn19990006219
- Nationale bibliotheek van Australië: 35866065
- Nationale Bibliotheek van Israël: 987007438419205171
- Nationale en Universitaire bibliotheek Zagreb: 000155215
- Nederlandse Thesaurus van Auteursnamen: 080603254
- Réseau des bibliothèques de Suisse occidentale: 02-A012317222
- Istituto Centrale per il Catalogo Unico: LO1V148116
- LIBRIS: 218999
- Système universitaire de documentation: 035237554
- Virtual International Authority File: 44438488
- WorldCat: E39PBJvhtyRTXRKYwqyfqMVDMP